# Manggilang
Manggilang is een bestuurslaag in het regentschap Lima Puluh Kota van de provincie West-Sumatra, Indonesië. Manggilang telt 4795 inwoners (volkstelling 2010).